# ブレイン郡 (オクラホマ州)
ブレイン郡（英: Blaine County）は、アメリカ合衆国オクラホマ州の西部に位置する郡である。2010年国勢調査での人口は11,943人であり、2000年の11,976人から0.3％減少した。郡庁所在地はワトンガ市（人口5,111人）であり、同郡で人口最大の自治体でもある。ブレイン郡はドナルドダックの声で有名になった声優クラレンス・ナッシュの生誕地である。
ブレイン郡は1892年に解放されたシャイアン族・アラパホ族インディアンの土地の一部であり、1900年代初期に鉄道が開通し、1930年代には高規格道路が通った。郡名は、1884年に共和党の大統領指名候補になり、ベンジャミン・ハリソン政権でアメリカ合衆国国務長官を務めた政治家、ジェイムズ・G・ブレインに因んで名付けられた。

## 歴史
ブレイン郡は1892年のランドラッシュで創設された郡の1つである。ランドラッシュの前の1890年には "C" 郡と指定されていた。それ以前は1820年代と1830年代に連邦政府から移住させられていたクリーク族とセミノール族インディアンが住んでいた。1866年のレコンストラクションの条約でクリーク族とセミノール族から土地が取り上げられ、シャイアン族とアラパホ族が1869年にコロラド州からこの地域に移住してきた。
これら部族に160エーカー (0.65 km2) の土地が割り当てられた後で、ランドラッシュが行われた。
このランドラッシュと同じ年に、郡庁所在地ワトンガに郵便局が設立された。エニド・アンド・アナダーコ鉄道とブラックウェル・エニド・アンド・サウスウェスター鉄道がそれぞれ1901年と1903年に郡内に敷設された。ブレイン郡庁舎は1906年に建設された。
ランドラッシュと同じ年に郵便局ができていたギアリーの町が郡内の農産物交易地となり、1902年には人口2,561人となった。この町には「ブレイン郡最古の銀行」があった。ランドラッシュと同じ年にオキーンの町も設立され、ドイツ系農夫の農場に囲まれていた。
郡の人口は1907年に17,277人となり、1910年いは17,960人に増えていた。しかし、1920年には15,875人まで減少した。
アメリカ国道体系が1926年にオクラホマ州にも入ってきた。アメリカ国道270号線と281号線がブレイン郡を通って建設された。1912年には既に郵便用高規格道路も通っていた。その道路が後にアメリカ国道66号線になった。
ブレイン郡の人口は1930年の20,452人がピークだった。資源保存市民部隊のようなニューディール政策で郡住民を雇用し、ローマンノーズ州立公園を建設し、1937年にオープンさせた。
21世紀までに郡の人口は11,976人になっていた。

## 郡政府
ブレイン郡は選挙で選ばれる7人の郡役員によって管理されている。すなわち、郡保安官、3人の郡政委員、郡事務官、郡評価官、および郡財務官である。3人の郡政委員はそれぞれが最新の国勢調査の人口に基づいて等しくなるように分割された選挙区から選ばれている。郡政府は主にワトンガ市にあるブレイン郡庁舎に入っている。

## 地理
アメリカ合衆国国勢調査局に拠れば、郡域全面積は939平方マイル (2,432.0 km2)であり、このうち陸地は928平方マイル (2,403.5 km2)、水域は10平方マイル (25.9 km2)で水域率は1.11％である。郡の北東側半分はレッドベッド平原に西外れにあり、南西側半分はジプサム丘陵にある。ノースカナディアン川が郡内を北西から南東に流れている。
ブレイン郡にはオクラホマ州西部で最大の湖であるカントン湖がある。
郡庁所在地のワトンガでは、毎年10月にチーズ祭があり、市内のチーズ工場を祝っている。

### 主要高規格道路
- / アメリカ国道270号線/アメリカ国道281号線
- オクラホマ州道3号線
- オクラホマ州道8号線
- オクラホマ州道51号線
- オクラホマ州道58号線

### 隣接する郡
- メジャー郡 - 北
- キングフィッシャー郡 - 東
- カナディアン郡 - 南東
- カドー郡 - 南
- カスター郡 - 南西
- デューイ郡 - 北西

## 経済
ブレイン郡の中央にあるサウサードの町には、アメリカ合衆国の中でも最も純粋な石膏山があり、U.S.ジプサム会社がある。郡内では最大の工場である。
シマロンバレーの中にあるオキーンの経済は主にコムギと干草の農業に拠っている。主要な製造業はオキーン・ミリング会社、シーボード農場、およびペットフードのマウンテン・カントリー・フーズである。オキーン市民病院とクリニックがオクラホマ州北西部の主要医療機関となっている。

## 人口動態

人口ピラミッド

以下は2000年の国勢調査による人口統計データである。
| 基礎データ - 人口: 11,976人 - 世帯数: 4,159 世帯 - 家族数: 2,865 家族 - 人口密度: 5人/km2（13人/mi2） - 住居数: 5,208軒 - 住居密度: 2軒/km2（6軒/mi2） 人種別人口構成 - 白人: 76.29% - アフリカン・アメリカン: 6.65% - ネイティブ・アメリカン: 8.70% - アジア人: 0.71% - 太平洋諸島系: 0.81% - その他の人種: 2.86% - 混血: 3.97% - ヒスパニック・ラテン系: 6.62% 年齢別人口構成 - 18歳未満: 24.0% - 18-24歳: 9.1% - 25-44歳: 28.6% - 45-64歳: 21.4% - 65歳以上: 16.8% - 年齢の中央値: 38歳 - 性比（女性100人あたり男性の人口） - 総人口: 119.3 - 18歳以上: 125.0 | 世帯と家族（対世帯数） - 18歳未満の子供がいる: 30.8% - 結婚・同居している夫婦: 56.2% - 非家族世帯: 29.0% - 65歳以上の老人1人暮らし: 15.5% - 平均構成人数 - 世帯: 2.50人 - 家族: 3.08人 収入と家計 - 収入の中央値 - 世帯: 28,356米ドル - 家族: 34,565米ドル - 性別 - 男性: 26,284米ドル - 女性: 18,619米ドル - 人口1人あたり収入: 13,546米ドル - 貧困線以下 - 対人口: 16.9% - 対家族数: 12.8% - 18歳未満: 22.2% - 65歳以上: 13.2% |

## 都市と町
| - カントン - ギアリー - グリーンフィールド | - ヒッチコック - ハイドロ - ロングデール | - オキーン - ワトンガ - 郡庁所在地 - サウサード | - ホームステッド - ダーロウ - ブッチャー |